# Oltrepò Pavese (vino)
L'Oltrepò Pavese è una DOC riservata ad alcuni vini la cui produzione è consentita nella zona chiamata Oltrepò Pavese compresa nella fascia collinare della provincia di Pavia a sud del Po.

## Zona di produzione
La zona di produzione comprende l'intero territorio dei seguenti comuni:.
Borgo Priolo, Borgoratto Mormorolo, Bosnasco, Calvignano, Canevino, Canneto Pavese, Castana, Cecima, Golferenzo, Lirio, Montalto Pavese, Montecalvo Versiggia, Montescano, Montù Beccaria, Mornico Losana, Oliva Gessi, Pietra de' Giorgi, Rocca de' Giorgi, Rocca Susella, Rovescala, Ruino, San Damiano al Colle, Santa Maria della Versa, Torrazza Coste, Volpara, Zenevredo
 
e parte dei territori dei seguenti comuni: Broni, Casteggio, Cigognola, Codevilla, Corvino San Quirico, Fortunago, Godiasco Salice Terme, Montebello della Battaglia, Montesegale, Ponte Nizza, Redavalle, Retorbido, Rivanazzano Terme, Santa Giuletta, Stradella, Torricella Verzate.

## Storia
Rinvenimenti archeologici testimoniano la diffusione della vite in Oltrepò già in età romana e tale coltura venne mantenuta durante l'alto medioevo dai monaci dell'abbazia di San Colombano, che tra l'862 e l'865 erano proprietari di vigneti in valle Staffora. A partire dal secolo XI, la viticultura, per impulso dei grandi monasteri pavesi, conobbe particolare sviluppo soprattutto nella prima fascia collinare. Alcuni enti ecclesiastici, come il monastero di San Pietro in Ciel d'Oro, che almeno dal 974 possedeva vigneti e torchi presso San Damiano al Colle, estesero la cultura della vite nell'area, producendo vini che, grazie al Po e al Ticino, venivano poi trasportati a Pavia, dove la parte non assorbita dal consumo dei monaci era destinata al commercio.

## Disciplinare
L'Oltrepò Pavese è stato istituito con D.P.R. 6.08.1970 pubblicato sulla Gazzetta Ufficiale n. 273 del 27.10.1970
 Successivamente è stato modificato con 
- D.P.R. 21.07.1975 G.U. 300 – 13.11.1975
- D.P.R. 7.09.1977 G.U. 9 – 10.01.1978
- D.P.R. 22.10.1987 G.U. 87 – 14.04.1988
- D.M. 1.06.1995 G.U. 141 – 19.06.1995
- D.M. 27.07.2007 G.U. 182 – 7 .08.2007
- Comunicato G.U. 199 – 28.08.2007
- D.M. 8.09.2008 G.U. 226 – 26.09.2008
- D.M. 3.08.2010 G.U. 192 – 18.08.2010
- D.M. 30.11.2011 G.U. 295 – 20.12.2011
- La versione in vigore è stata approvata con D.M. 7.03.2014 Pubblicato sul sito ufficiale del Mipaaf[1]

I seguenti vini, già tipologie della DOC Oltrepò Pavese, sono divenute Denominazioni separate:
- Oltrepò Pavese metodo classico DOCG
- Bonarda dell'Oltrepò Pavese DOC
- Buttafuoco dell'Oltrepò Pavese DOC
- Oltrepò Pavese Pinot grigio DOC
- Pinot Nero dell'Oltrepò Pavese  DOC (vinificato in rosso)
- Sangue di Giuda dell'Oltrepò Pavese  DOC
- Casteggio DOC.

## Tipologie

### Rosso
| uvaggio                        | Barbera dal 25% al 65%; Croatina: dal 25% al 65%; Uva rara, Vespolina e Pinot nero fino al 45%; altri vitigni fino al 15% |
| titolo alcolometrico minimo    | 11,50% |
| acidità totale minima          | 4,50 g/l. |
| estratto secco minimo          | 20,00 g/l |
| resa massima di uva per ettaro | 110 q. |
| resa massima di uva in vino    | 70% |

È prevista anche la tipologia riserva, invecchiato almeno ventiquattro mesi e con residuo secco di almeno 22,00 g/l. 

### Rosato
| uvaggio                        | Barbera dal 25% al 65%; Croatina: dal 25% al 65%; Uva rara, Vespolina e Pinot nero fino al 45%; altri vitigni autorizzati fino al 15%. |
| titolo alcolometrico minimo    | 10,50% |
| acidità totale minima          | 4,50 g/l. |
| estratto secco minimo          | 17,00 g/l |
| resa massima di uva per ettaro | 110 q. |
| resa massima di uva in vino    | 70% |

È prevista anche la tipologia frizzante, con titolo alcolometrico effettivo almeno al 10,00%.

### Bianco
| uvaggio                        | Riesling e/o Riesling italico dal 60 al 100%; Pinot nero o altri vitigni a bacca bianca, fino al 40%. |
| titolo alcolometrico minimo    | 12,00%                                                                                                |
| acidità totale minima          | 4,50 g/l.                                                                                             |
| estratto secco minimo          | 16,00 g/l                                                                                             |
| resa massima di uva per ettaro | 120 q.                                                                                                |
| resa massima di uva in vino    | 70%                                                                                                   |

### Barbera
| uvaggio                        | Barbera dall'85 al 100% |
| titolo alcolometrico minimo    | 11,00%                  |
| acidità totale minima          | 4,50 g/l.               |
| estratto secco minimo          | 20,00 g/l               |
| resa massima di uva per ettaro | 120 q.                  |
| resa massima di uva in vino    | 70%                     |

Sono previste altre due tipologie:
- frizzante (con titolo alcolometrico effettivo di almeno 10,50% vol.
- riserva (invecchiato almeno ventiquattro mesi, titolo alcolico minimo almeno 12,500, estratto secco almeno 24,00 g/l.)

### Riesling
| uvaggio                        | Riesling dall'85 al 100%  |
| titolo alcolometrico minimo    | 11,00%                    |
| acidità totale minima          | 4,50 g/l.                 |
| estratto secco minimo          | 14,00 g/l                 |
| resa massima di uva per ettaro | 125 q. (Superiore 110 q.) |
| resa massima di uva in vino    | 70%                       |

Sono previste altre quattro tipologie:
- frizzante, con spuma vivace ed evanescente e titolo alcolometrico volumico effettivo almeno di 10,00% vol.
- spumante, con spuma fine e persistente
- superiore, di colore: giallo oro con riflessi ambrati, titolo alcolometrico minimo di 12,00% vol. ed estratto secco minimo di 22,00 g/l.
- riserva, la tipologia "superiore", invecchiata almeno 24 mesi.

### Cortese
| uvaggio                        | Cortese dall'85 al 100% |
| titolo alcolometrico minimo    | 10,50%                  |
| acidità totale minima          | 4,50 g/l.               |
| estratto secco minimo          | 14,00 g/l               |
| resa massima di uva per ettaro | 110 q.                  |
| resa massima di uva in vino    | 70%                     |

Sono previste anche le tipologie
- frizzante, con spuma vivace ed evanescente e titolo alcolometrico effettivo almeno di 10,00 vol.
- spumante, con spuma fine e persistente.

### Moscato
| uvaggio                        | Moscato dall'85 al 100%; Malvasia di Candia Aromatica fino al 15%. |
| titolo alcolometrico minimo    | 11,00 % vol.                                                       |
| acidità totale minima          | 4,50 g/l.                                                          |
| estratto secco minimo          | 14,00 g/l                                                          |
| resa massima di uva per ettaro | 125 q.                                                             |
| resa massima di uva in vino    | 70 %                                                               |

Sono previste anche le tipologie 
- frizzante, con alcol svolto minimo 7,00 % vol
- spumante dolce, con alcol svolto effettivo 6,00% vol

### Moscato passito
| titolo alcolometrico minimo | 15,00 % vol. di cui svolto almeno 12,00% vol |
| acidità totale minima       | 3,50 g/l.                                    |
| estratto secco minimo       | 24,00 g/l                                    |
| acidità volatile massima    | 1,50 g/l.                                    |
| resa massima di uva in vino | 45%                                          |

### Moscato liquoroso
| titolo alcolometrico minimo | 18,00 % vol. |
| acidità totale minima       | 4,50 g/l.    |
| estratto secco minimo       | 16,00 g/l    |
| resa massima di uva in vino | 45%          |

### Malvasia
| uvaggio                        | Malvasia dall'85 al 100% |
| titolo alcolometrico minimo    | 12,00 % vol.             |
| acidità totale minima          | 4,50 g/l.                |
| estratto secco minimo          | 14,00 g/l.               |
| resa massima di uva per ettaro | 115 q.                   |
| resa massima di uva in vino    | 70 %                     |

Sono previste anche le tipologie
- frizzante, con spuma evanescente e alcol totale minimo: 11,00% vol, di cui almeno 7,00% effettivo
- spumante, con spuma fine e persistente e alcol totale minimo: 11,00% vol, di cui almeno 6,00% vol effettivo.

### Pinot nero vinificato in bianco
| uvaggio                        | Pinot nero dall'85 al 100% |
| titolo alcolometrico minimo    | 11,00 % vol.               |
| acidità totale minima          | 4,50 g/l.                  |
| estratto secco minimo          | 14,00 g/l                  |
| resa massima di uva per ettaro | 120 q.                     |
| resa massima di uva in vino    | 70 %                       |

Sono anche previste le tipologie
- frizzante, con spuma vivace, evanescente e titolo alcolometrico minimo: 10,50% vol, di cui svolto almeno 10,00% vol.
- spumante, con spuma fine e persistente

### Pinot nero vinificato in rosato
| uvaggio                        | Pinot nero dall'85 al 100% |
| titolo alcolometrico minimo    | 11,00 % vol.               |
| acidità totale minima          | 4,50 g/l.                  |
| estratto secco minimo          | 14,00 g/l.                 |
| resa massima di uva per ettaro | 120 q.                     |
| resa massima di uva in vino    | 70 %                       |

Sono previste anche le tipologie
- frizzante, con spuma vivace, evanescente e titolo alcolometrico minimo: 10,50% vol, di cui svolto almeno 10,00% vol.
- spumante, con spuma fine e persistente

### Chardonnay
| uvaggio                        | Chardonnay dall'85 al 100% |
| titolo alcolometrico minimo    | 11,00% vol.                |
| acidità totale minima          | 4,50 g/l.                  |
| estratto secco minimo          | 14,00 g/l                  |
| resa massima di uva per ettaro | 100 q.                     |
| resa massima di uva in vino    | 70 %                       |

Sono previste anche le tipologie
- frizzante, con spuma vivace, evanescente e titolo alcolometrico minimo 10,50% vol, di cui svolto almeno 10,00%
- spumante, con spuma fine e persistente e titolo alcolometrico minimo: 11,50% vol.

### Sauvignon
| uvaggio                        | Sauvignon dall'85 al 100% |
| titolo alcolometrico minimo    | 11,00 % vol.              |
| acidità totale minima          | 4,50 g/l.                 |
| estratto secco minimo          | 17,00 g/l                 |
| resa massima di uva per ettaro | 100 q.                    |
| resa massima di uva in vino    | 70 %                      |

È prevista anche la tipologia spumante, con spuma fine e persistente

### Cabernet Sauvignon
| uvaggio                        | Cabernet Sauvignon dall'85 al 100% |
| titolo alcolometrico minimo    | 11,50 % vol.                       |
| acidità totale minima          | 4,50 g/l.                          |
| estratto secco minimo          | 22,00 g/l                          |
| resa massima di uva per ettaro | 105 q.                             |
| resa massima di uva in vino    | 70 %                               |